# В руках великана
«В руках великана» — двадцать третий альбом рок-группы «Пикник», выпущенный 1 сентября 2019 года. В альбом вошли десять песен (в том числе ранее исполнявшиеся «Сияние» и «В руках великана») и одна инструментальная композиция. Группа выпустила ряд видео, в которых рассказывается о песнях из нового альбома. На песню «Лиловый корсет» снят клип, вышедший 9 октября 2019 года. Презентация клипа состоялась 28 октября в галерее Artefice в Санкт-Петербурге.

## Список композиций
| №                   | Название                      | Длительность |
| ------------------- | ----------------------------- | ------------ |
| 1.                  | «Счастливчик»                 | 4:16         |
| 2.                  | «В руках великана»            | 4:30         |
| 3.                  | «Лиловый корсет»              | 4:34         |
| 4.                  | «Сияние»                      | 5:10         |
| 5.                  | «Такая их карма»              | 4:45         |
| 6.                  | «Разноцветные ленты»          | 3:18         |
| 7.                  | «Фильм окончен»               | 3:52         |
| 8.                  | «Душа самурая - меч»          | 4:14         |
| 9.                  | «Где душа летает...»          | 3:00         |
| 10.                 | «Эпизод N°10»                 | 1:01         |
| 11.                 | «Grand finale (инструментал)» | 1:11         |
| Общая длительность: | Общая длительность:           | 39:50        |

## Участники записи
- Эдмунд Шклярский — вокал, гитары, аранжировки, автор;
- Марат Корчемный — бас-гитара;
- Станислав Шклярский — клавишные, синтезатор;
- Леонид Кирнос — ударные.